# Durnesh Lough SAC
Durnesh Lough SAC este o arie protejată (arie specială de conservare — SAC, sit de importanță comunitară — SCI) din Irlanda întinsă pe o suprafață de 358,45 ha, integral pe uscat.

## Localizare
Centrul sitului Durnesh Lough SAC este situat la coordonatele 54°34′22″N 8°11′42″W / 54.572831°N 8.194874°V.

## Înființare
Situl Durnesh Lough SAC a fost declarat sit de importanță comunitară în decembrie 1999 pentru a proteja 12 specii de animale. Situl a fost protejat și ca arie specială de conservare în octombrie 2018.

## Biodiversitate
Situată în ecoregiunea atlantică, aria protejată conține 2 habitate naturale: Lagune de coastă, Pajiști cu Molinia pe soluri calcaroase, turboase sau argilos-nămoloase (Molinion caeruleae).
La baza desemnării sitului se află mai multe specii protejate de  păsări (12): rață fluierătoare (Anas penelope), Anser albifrons flavirostris, pietruș (Arenaria interpres), rață-cu-cap-castaniu (Aythya ferina), rața moțată (Aythya fuligula), Aythya marila, Branta bernicla, Bucephala clangula, fugaci de țărm (Calidris alpina), prundaș gulerat mare (Charadrius hiaticula), lebădă de iarnă (Cygnus cygnus), scoicar (Haematopus ostralegus).
Pe lângă speciile protejate, pe teritoriul sitului au mai fost identificate 3 specii de plante, 1 specie de păsări, 9 specii de nevertebrate.